# Cornedo Vicentino
Cornedo Vicentino – miejscowość i gmina we Włoszech, w regionie Wenecja Euganejska, w prowincji Vicenza.
Według danych na rok 2004 gminę zamieszkiwały 10 552 osoby, 458,8 os./km².